# جينو واشنطن
جينو واشنطن (بالإنجليزية: Gino Washington)‏ هو مغني أمريكي، ولد في 1946.

## وصلات خارجية
- جينو واشنطن على موقع ميوزك برينز (الإنجليزية)
- جينو واشنطن على موقع ديسكوغز (الإنجليزية)